# Vicente de Paula Vieira
Vicente de Paula Vieira - Barão da Rifaina - 1886

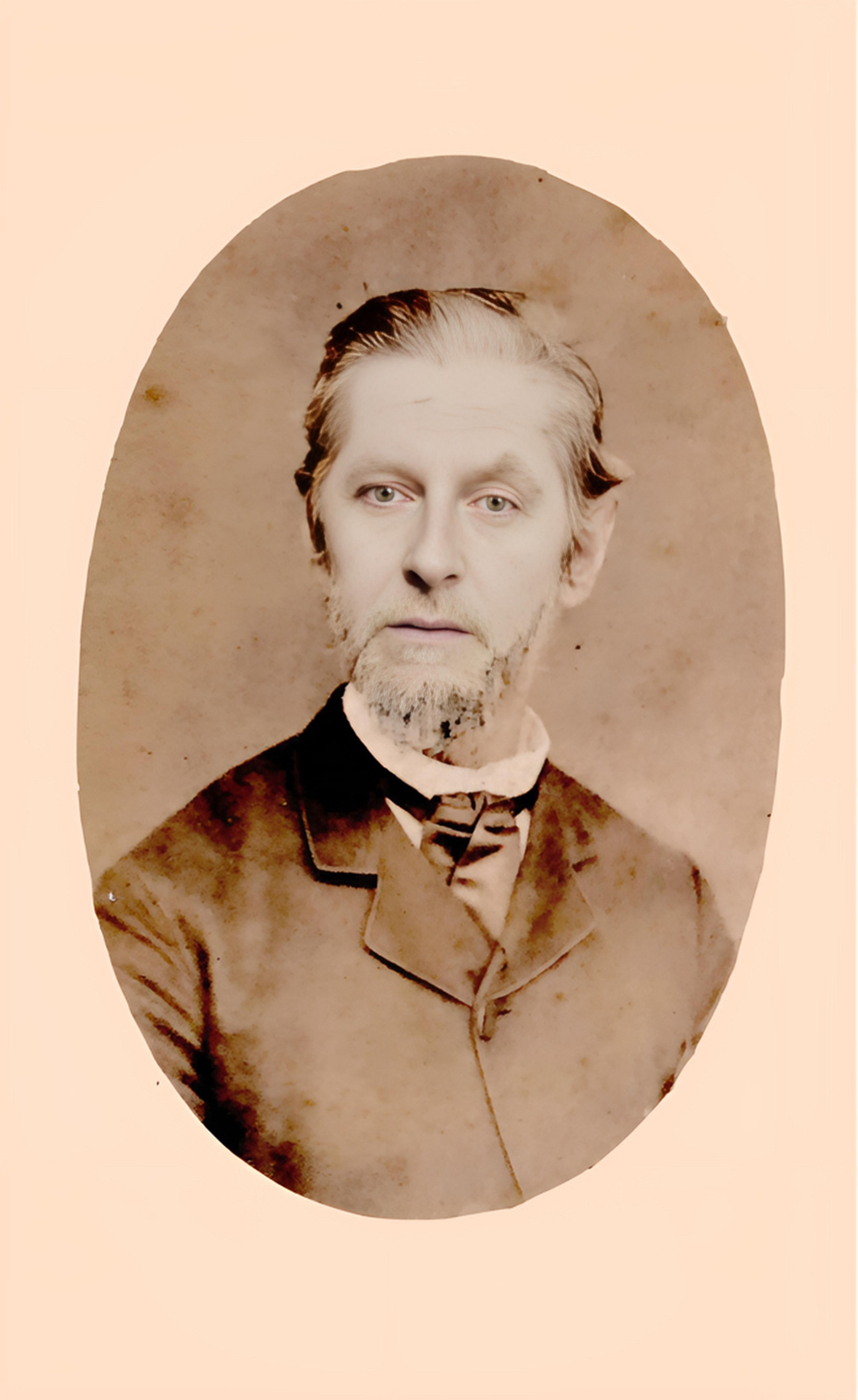
Vicente de Paula Vieira (Barão da Rifaina) - Janeiro de 1886

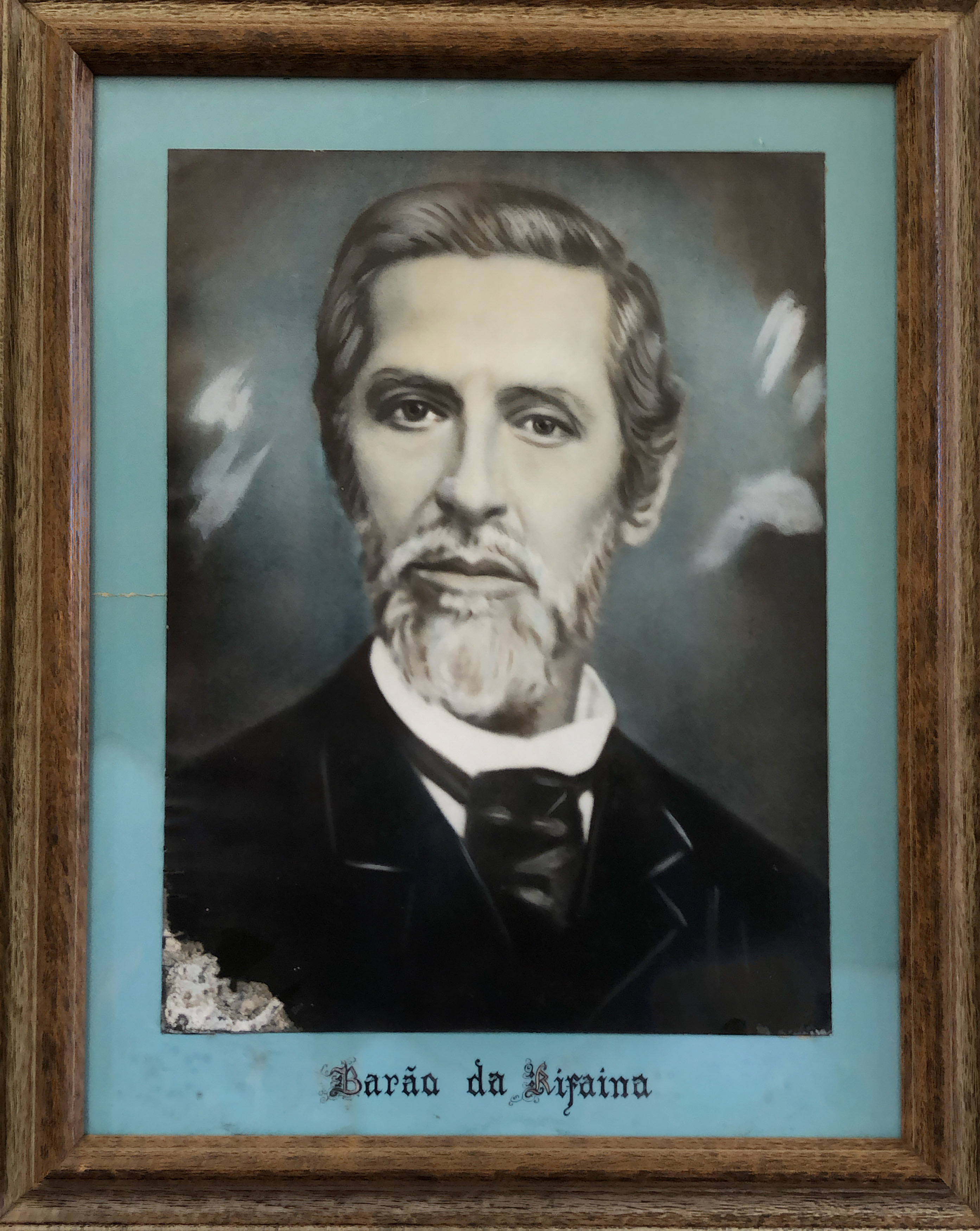
Vicente de Paula Vieira (Barão da Rifaina)

Vicente de Paula Vieira, primeiro e único Barão de Rifaina no período do Brasil Império. Nascido em 2 de janeiro de 1833 em Queluz de Minas (atual Conselheiro Lafaiete) e falecido em Sacramento, 20 de fevereiro de 1895, estudou para a carreira eclesiástica, mas se tornou primeiro professor interino em Desemboque - Minas Gerais, depois atuou como comerciante ainda em Desemboque - Minas Gerais, tendo seu registro de pessoa jurídica a marca: "Vicente de Paula Vieira & Machado". Posteriormente, por imposição de uma repentina mudança de necessidades, passou a administrar suas propriedades rurais. Atuou durante o período conhecido como "segundo reinado" brasileiro como político, conquistando através disso o título nobiliárquico de Barão em 1888.
Foi deputado na Assembleia Legislativa da província de Minas Gerais e residiu por um longo período no município de Sacramento em Minas Gerais. Era filho de Severino José Vieira e de Maria Antônia de Lima. Casou-se com Maria José da Conceição, filha de Manuel Joaquim de Sant'Ana e de Maria José da Conceição e tiveram nove filhos.
Consta no opúsculo de seu filho Ernesto de Paula Vieira,  nascido e falecido em Sacramento - Minas Gerais que, dentre inúmeras atuações políticas, Vicente de Paula Vieira, o Barão da Rifaina, desapropriou fazendas, a maior delas em Uberaba - Minas Gerais, libertando diversos escravos. O mesmo relata também seu envolvimento com as causas abolicionistas e da reforma agrária durante sua atuação como deputado na Assembléia Legislativa de Minas Gerais
Recebeu o título nobiliárquico de barão por decreto imperial de 11 de setembro de 1888.